# Primer ministro de Irak
Para la lista histórica ver: Anexo:Primeros ministros de Irak
El primer ministro de Irak (en idioma árabe: رئيس وزراء العراق) es el jefe de Gobierno de ese país árabe, y bajo la actual Constitución es el máximo cargo de la República desde el punto de vista del poder que acumula (desde el punto de vista protocolario o formal el máximo cargo es el de Presidente de Irak).
Existen tres etapas diferentes en la evolución histórica y en la importancia del cargo (con un breve intervalo en que no existió).

## Etapa de la Monarquía Constitucional
El 23 de agosto de 1921 Irak se convirtió formalmente en una Monarquía estando todavía administrada por el Reino Unido por el Mandato Británico de Mesopotamia (un Mandato de la Sociedad de Naciones). Los británicos escogieron al que sería Rey de Irak y lo trajeron al país.
Por esta razón el sistema de gobierno iraquí en aquella época era más o menos una copia del sistema de gobierno británico; era una Monarquía Constitucional donde existía un rey que era el Jefe del Estado y un primer ministro que era el Jefe del Gobierno (aunque incluso antes de proclamar la monarquía y crear el cargo de Rey, los británicos ya habían creado el cargo de primer ministro de Irak con el nombramiento de su primer titular, Abd Al-Rahman Al-Gillani, el 11 de noviembre de 1920). Pero había una gran diferencia con el sistema parlamentario británico, ya que mientras en el Reino Unido el primer ministro es el verdadero gobernante y concentra todo el Poder Ejecutivo, en la Monarquía iraquí el Rey conservaba aún importantes atribuciones y gran influencia.
Luego de obtener la Independencia de Gran Bretaña en 1932, la política iraquí sufrió muchas turbulencias y en algunas ocasiones el primer ministro de turno estuvo a punto de convertirse en un dictador. Sin embargo, siempre se restablecía un relativo orden constitucional (véase también Reino de Irak).
En esta etapa el primer ministro era un gobernante cuyo poder aumentaba o disminuía según la persona que ocupaba el cargo y las circunstancias cambiantes de la política del país.

## Etapa de la República hasta Saddam Hussein
Luego del golpe de Estado que derrocó a la Monarquía en 1958, el líder del golpe y dictador de facto del país, Abdul Karim Qasim, no quiso hacerse llamar Presidente de la República (aunque el sistema de gobierno ahora era republicano) y prefirió el título de primer ministro. Pero cuando Qasim fue derrocado a su vez por otro golpe de Estado en 1963 las cosas cambiaron con la creación oficial del cargo de Presidente de la República.
Bajo las nuevas normas constitucionales el presidente era el gobernante del país, ya que el sistema de gobierno era presidencialista; el cargo de primer ministro fue conservado pero perdió casi todos sus poderes y se convirtió en un simple Ministro más que ayudaba al Presidente a coordinar el trabajo de los demás Ministros.
Se hizo costumbre que los Presidentes ejercieran también el cargo de primer ministro; algo que Saddam Hussein haría durante casi todo su largo gobierno, siendo Presidente y primer ministro simultáneamente. Las pocas veces que nombraba a otra persona para el cargo (por cortos períodos) se aseguraba de que no tuviera atribuciones importantes y fuera un cargo débil dentro de la estructura del Gobierno.

## Etapa actual
Cuando Hussein fue derrocado, el cargo de primer ministro fue eliminado en la práctica mientras el país era administrado por los ocupantes estadounidenses conjuntamente con un Consejo de Gobierno colegiado y transitorio.
Pero en la Ley Fundamental provisional que debía regir al país luego de la transferencia de la Soberanía, se estableció un sistema parlamentario de gobierno. Esto significaba que el cargo de primer ministro no solamente sería restablecido, sino que pasaría a ejercer todo el Poder Ejecutivo y se convertiría en el verdadero gobernante del país. El Presidente, por el contrario, perdía todos sus poderes y funciones y se convertía en una figura decorativa .
El sistema parlamentario sería consagrado y fortalecido en la nueva Constitución del año 2005, actualmente en vigencia.
El artículo 76 de la Constitución dice expresamente que el primer ministro es el responsable ejecutivo directo de la política general de la Nación y el Comandante en Jefe de las Fuerzas Armadas; lleva la administración del Gabinete y preside sus sesiones. Tiene el derecho de destituir a los Ministros con el consentimiento del Consejo de Representantes.
El artículo 78 dice que el Gabinete presidido por el primer ministro tiene entre sus atribuciones la planificación y realización de la política general del Estado; planes generales, y supervisión del trabajo de los Ministros. También la emisión de los Reglamentos para poner en práctica las Leyes; y la preparación del proyecto de Presupuesto General de la Nación. Además el Gabinete recomienda al Consejo de Representantes el nombramiento de los subsecretarios de los Ministerios, los Embajadores de Irak en el extranjero, el jefe de Estado Mayor de las Fuerzas Armadas (el militar de mayor rango), los suplentes del jefe de Estado Mayor, los Jefes de Divisiones y Jefes Superiores, el Jefe del servicio nacional de inteligencia y los jefes de los cuerpos de seguridad del Estado. 
El artículo 82 en su ordinal segundo dice que el servicio de inteligencia nacional está vinculado al Gabinete. 
Aunque el primer ministro iraquí tiene casi las mismas atribuciones y poderes de un Presidente de la República en un sistema presidencialista, existen dos factores propios de un sistema parlamentario que en la práctica limitan mucho su poder para gobernar el país.
En primer lugar, el primer ministro necesita los votos de por lo menos la mitad más uno de los diputados del Consejo de Representantes (Cámara Baja del Parlamento iraquí) para ser elegido; y tiene que conservar el apoyo de esa misma cantidad de diputados para no ser destituido por un Voto de Censura. Sí el partido político del primer ministro no tiene por sí solo esa representación parlamentaria, tiene que negociar y obtener el apoyo de otros partidos políticos para gobernar; y los acuerdos políticos con esos partidos limitan y condicionan las medidas que pueda tomar el primer ministro.
En segundo lugar, muchas decisiones importantes tienen que ser tomadas en el Consejo de Ministros; y como consecuencia de los acuerdos políticos con los partidos que lo apoyan en el Parlamento, el primer ministro debe nombrar para los cargos de Ministros a dirigentes de esos partidos y no puede destituirlos sin arriesgarse a perder los apoyos que necesita para seguir gobernando. Eso significa que en las votaciones para aprobar o rechazar decisiones importantes en el Consejo de Ministros, el primer ministro puede ser derrotado por sus propios Ministros y obligado a cambiar de decisión.
Así que en la práctica el primer ministro tiene limitada su libertad de acción para gobernar y debe tomar muchas decisiones por consenso, luego de obtener el acuerdo o aprobación de los partidos que lo apoyan.

## Elección, remoción y condiciones de elegibilidad del primer ministro bajo la actual constitución.
Según el artículo 74 ordinal primero de la Constitución, el Presidente de la República debe asignar al candidato de la mayoría parlamentaria la misión de formar un Gabinete; esa asignación debe ocurrir dentro de los 15 días siguientes a la primera reunión del Consejo de Representantes. Es decir, después de cada elección para elegir al Consejo de Representantes, dentro de los 15 días siguientes a la primera reunión del Consejo de Representantes electo; el presidente deberá asignar al candidato del partido o coalición que tenga mayor número de diputados en el Consejo la labor de formar un Gabinete o gobierno.
Según el ordinal segundo del mismo artículo, el candidato a primer ministro tendrá un plazo máximo de 30 días a partir de la fecha en que le fue asignada la misión de formar Gabinete, para completar la lista de las personas que ocuparan los cargos de Ministros en su Gabinete.
En caso de que el candidato a primer ministro falle en esa misión de formar Gabinete, el presidente de la República tendrá un plazo de 15 días para encargar la misión a otro candidato, de acuerdo con el ordinal tercero del citado artículo.
El primer ministro asignado deberá presentar la lista de los Ministros de su Gabinete y su Plataforma Ministerial (su programa de gobierno) al Consejo de Representantes para solicitar su confianza. Se entenderá que el Consejo de Representantes le ha otorgado su confianza cuando cada uno de sus Ministros sea aprobado o ratificado de forma individual, y cuando su Plataforma Ministerial sea aprobada por la mayoría absoluta del Consejo de Representantes (por lo menos la mitad más uno de los diputados del Consejo, es decir, un mínimo de 165 diputados, ya que actualmente el Consejo de Representantes está compuesto por un total de 328 diputados). Todo ello según el ordinal cuarto del citado artículo 74 de la Constitución.
El ordinal quinto del artículo estipula que sí el primer ministro asignado no obtiene la confianza del Consejo de Representantes, el presidente deberá buscar otro candidato a primer ministro dentro de los 15 días siguientes.
El artículo 75 de la Constitución dispone que para ser primer ministro una persona debe reunir las mismas condiciones que la Constitución exige para que una persona pueda ser Presidente de la República; es decir, debe ser iraquí de nacimiento y de padres iraquíes, tener capacidad legal, no haber sido condenado por un crimen que viola el honor, y tener una buena reputación de integridad, justicia, rectitud y devoción a la patria (además de experiencia política). La diferencia que establece el mismo ordinal es que al primer ministro se le exige tener como mínimo 35 años de edad, mientras que al Presidente se le exige 40 como mínimo; además el ordinal establece una condición adicional, y es que el primer ministro debe tener un título universitario o equivalente.
El artículo 59, ordinal octavo, sección b de la Constitución estipula que el primer ministro y su Gabinete quedarán destituidos cuando el Consejo de Representantes les retire su confianza (Voto de Censura). Tanto el presidente de la República como una quinta parte de los diputados del Consejo de Representantes están facultados para presentar al pleno del Consejo de Representantes una solicitud para retirarle la confianza al primer ministro y su Gabinete. En caso de que lo solicite una quinta parte de los diputados, la solicitud no podrá ser hecha sino después de una interpelación parlamentaria al primer ministro, y la votación sobre la moción no podrá hacerse sino al menos 7 días después de presentada.
En caso de que la mayoría absoluta del Consejo de Representantes (al menos la mitad más uno de los diputados) vote a favor de retirar la confianza al primer ministro, este quedará destituido y el Gabinete quedará disuelto; pero el primer ministro y su Gabinete seguirán en funciones sólo para atender los asuntos ordinarios del día a día del gobierno por un plazo no mayor de 30 días, mientras se elige un nuevo primer ministro y un nuevo Gabinete.

## Residencia oficial
El actual primer ministro Nuri al Maliki tiene su residencia oficial en un palacio que fue construido por Saddam Hussein durante su mandato como Presidente, y que era uno de los varios palacios presidenciales en los que vivía Hussein mientras estaba en Bagdad. 
El palacio en el que ahora reside y trabaja el primer ministro iraquí se encuentra ubicado en una zona conocida como la "Pequeña Venecia" debido a sus lujosos canales y jardines; canales que recuerdan a la ciudad italiana de Venecia. Algunas personas, por extensión, también llaman "Pequeña Venecia" al propio Palacio del primer ministro.
La zona donde está ubicado el palacio es una parte de la llamada Zona Verde de Bagdad, la gigantesca área fortificada y aislada del resto de la ciudad capital, protegida por las tropas estadounidenses, las fuerzas iraquíes y los mercenarios extranjeros que trabajan para compañías privadas de seguridad. 
En su residencia oficial Maliki recibe a los visitantes extranjeros, incluidos jefes de Estado y de Gobierno.

## Primeros ministros desde 2004
| N.º | Nombre                   | Comienzo del mandato  | Final del mandato     | Partido político                  |
| --- | ------------------------ | --------------------- | --------------------- | --------------------------------- |
| *   | Iyad Allawi              | 28 de junio de 2004   | 7 de abril de 2005    | Acuerdo Nacional Iraquí           |
| 1   | Ibrahim al-Jaafari       | 7 de abril de 2005    | 20 de mayo de 2006    | Partido Islámico Dawa             |
| 2   | Nuri al Maliki           | 20 de mayo de 2006    | 11 de agosto de 2014  | Partido Islámico Dawa             |
| 3   | Haider al-Abadi          | 11 de agosto de 2014  | 25 de octubre de 2018 | Partido Islámico Dawa             |
| 4   | Adil Abdul-Mahdi         | 25 de octubre de 2018 | 7 de mayo de 2020     | Asamblea Suprema Islámica de Irak |
| 5   | Mustafa Al-Kadhimi       | 7 de mayo de 2020     | 27 de octubre de 2022 | Independiente                     |
| 6   | Mohammed Shia' Al Sudani | 27 de octubre de 2022 | Presente              | Partido Islámico Dawa             |